# Rosenrot
Rosenrot jest piątym studyjnym albumem niemieckiego zespołu Rammstein, wydany został 28 października 2005 roku. Na albumie znajdują się utwory, które pierwotnie znaleźć miały się na poprzednich płytach, lecz zostały przełożone na kolejny album, a także kilka utworów nagranych specjalnie dla potrzeb nowego albumu.
Wstępnie zakładano, że album będzie nosił nazwę Reise Weiter lub Reise, Reise, vol. 2 (ze względu na piosenki, które nie znalazły się na Reise, Reise) lub Benzin, jednak 18 sierpnia 2005 roku informacje te zostały zdementowane i podana została oficjalna nazwa albumu – Rosenrot. Benzin to nazwa otwierającej piosenki i jednocześnie pierwszego singla z tej płyty.
16 września 2005 roku miejsce miała premiera Benzin, pierwszego teledysku promującego album.
Drugim singlem promującym album jest utwór Rosenrot, a trzecim Mann gegen Mann.
Rosenrot pokazuje, jaką drogę przeszedł Rammstein od czasu wydania pierwszego albumu w 1995 roku: od wielu mechanicznych dźwięków na Herzeleid, po pełne brzmienie instrumentów w roku 2005. Rosenrot jest albumem innym od pozostałych, ponieważ część piosenek wykonana jest w raczej balladowej tonacji.

Na albumie znalazła się piosenka zaśpiewana w całości po hiszpańsku (Te quiero puta!) oraz utwór, którego duża część śpiewana jest przez Sharleen Spiteri w języku angielskim (Stirb nicht vor mir).
Album w Polsce uzyskał status złotej płyty.

## Lista utworów

### Wersja podstawowa
1. Benzin
2. Mann gegen Mann
3. Rosenrot
4. Spring
5. Wo bist du?
6. Stirb nicht vor mir; nagrany z wokalistką grupy Texas, Sharleen Spiteri
7. Zerstören
8. Hilf mir
9. Te Quiero Puta!
10. Feuer und Wasser
11. Ein Lied

### Wersja limitowana
Wersja limitowana zawiera jedenaście utworów z normalnej wersji, dodatkiem jest bonusowa płyta DVD z następującymi utworami:
- Reise, Reise (na żywo z Arenes de Nîmes we francuskim Nîmes, lipiec 2005)
- Mein Teil (na żywo z Club Citta w japońskiej Kangawie, czerwiec 2005)
- Sonne (na żywo z Brixton Academy w Londynie, luty 2005)

## Twórcy
- Till Lindemann – śpiew
- Richard Kruspe – gitara prowadząca, chórki
- Paul Landers – gitara rytmiczna, chórki
- Oliver Riedel – gitara basowa
- Christoph Schneider – perkusja
- Christian Lorenz – instrumenty klawiszowe
- Sharleen Spiteri – śpiew (utwór 6)
- Bobo – chórki (utwór 6)
- Christo Hermanndos – trąbka (utwór 9)
- Carmen Zapata – śpiew (utwór 9)
- Olsen Involtini – aranżacja (utwór 8)
- Sven Helbig – aranżacja trąbki (utwór 9)
- Matthias Wilke – dyrygent chóru (utwory 1, 2 & 4)

## Pozycje na listach
| Lista         | Kraj              | Pozycja |
| ------------- | ----------------- | ------- |
| Billboard 200 | Stany Zjednoczone | 47      |
| OLiS          | Polska            | 7       |